# Stanlislaus Kostka Govern
Stanlislaus Kostka Govern (Isole Vergini (Frederiksted, St. Croix), 16 ottobre 1854 – Hot Springs, 3 novembre 1924) è stato un giocatore di baseball, giornalista, attore shakespeariano e organizzatore sindacale statunitense; fu definito l'uomo rinascimentale del baseball nero. Era un organizzatore sindacale, giornalista e attore shakespeariano che gestì anche la prima squadra nera professionista di baseball, i Cuban Giants..

## Biografia
Figlio di Christian e Isabella Govern, nacque il 16 ottobre 1854 a Frederiksted, St. Croix, Isole Vergini. A quel tempo, St. Croix faceva ancora parte delle Indie Occidentali Danesi. A giudicare dal suo aspetto, è lecito supporre che fosse per metà europeo e che negli Stati Uniti entrasse così a far parte dello strato di élite mulatta della società. Mentre i danesi erano prevalentemente luterani, la famiglia Govern era cattolica. Stanislao Kostka, da cui deriva il nome del ragazzo, era un santo polacco del XVI secolo. La chiesa sarebbe rimasta importante per tutta la vita di Govern.
Sposò Elizabeth B. Myers il 4 agosto 1888, a Manhattan, New York, Stati Uniti e furono genitori di almeno 2 figli.
Nel 1900 viveva a Filadelfia, Pennsylvania, Stati Uniti.
Morì il 3 novembre 1924 a Hot Springs, nella Contea di Bath, Virginia, Stati Uniti, all'età di 70 anni e fu sepolto nel Cimitero di Eden, Collingdale, Delaware, Pennsylvania, Stati Uniti.